# (546076) 2011 YR81
(546076) 2011 YR81 ist ein Asteroid des äußeren Hauptgürtels, der am 10. Oktober 2015 im Rahmen des Mount Lemmon Survey am Mount-Lemmon-Observatorium ungefähr 17 Kilometer nordöstlich von Tucson in Arizona/Vereinigte Staaten (IAU-Code G96) entdeckt wurde.